# مدرع غليظ القدم أهلب
مدرع غليظ القدم أهلب (الاسم العلمي: Dasypus pilosus) (بالإنجليزية: Hairy Long-nosed Armadillo)‏ هو نوع من الحيوانات يتبع جنس مدرع غليظ القدم من فصيلة مدرعات طويلة الأنف.